# Ibrahim Dervisch Pascha

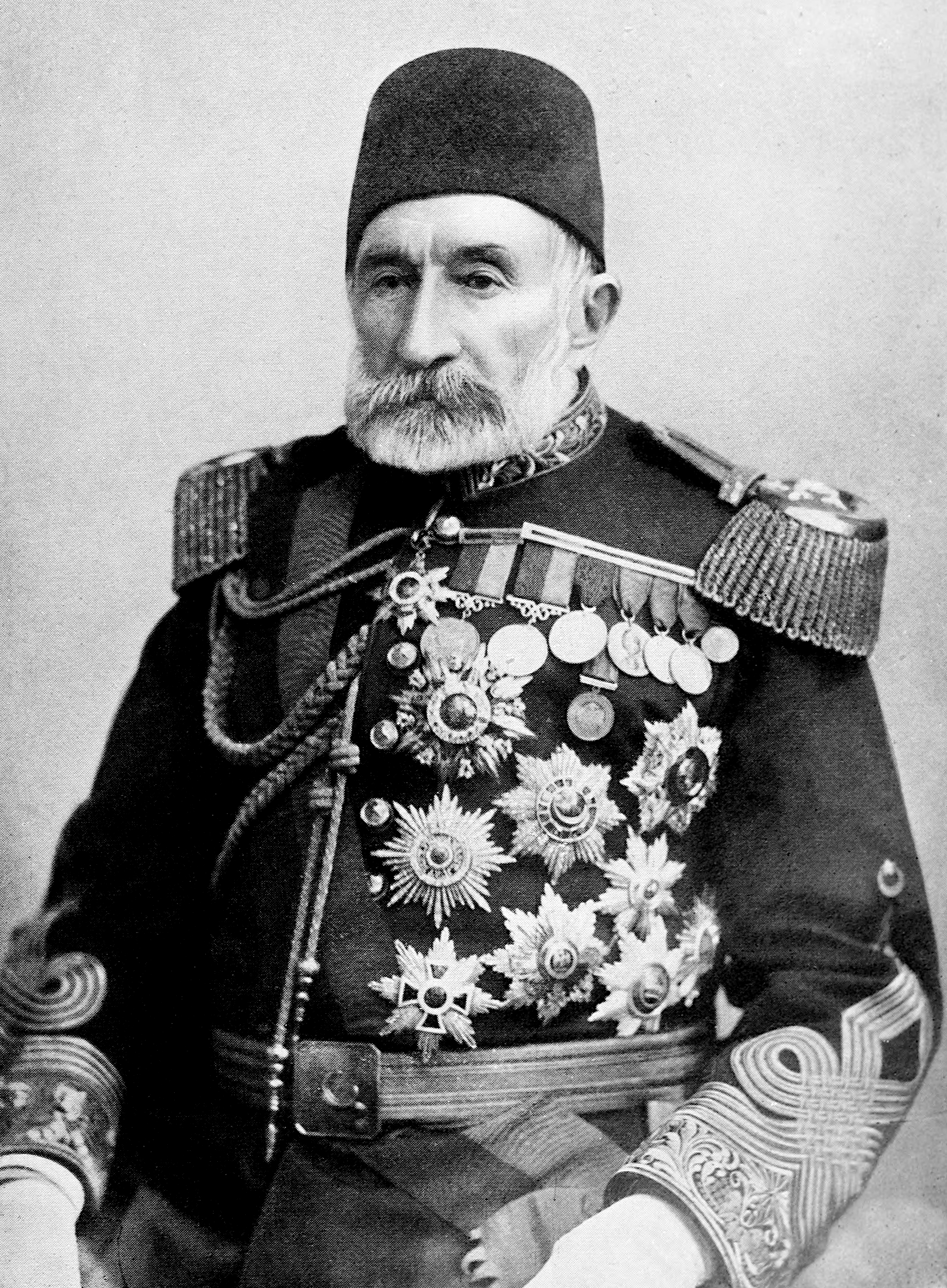
Ibrahim Dervisch Pascha

Ibrahim Dervisch Pascha, född 1817, död 21 juni 1896, var en turkisk militär och diplomat.
Dervisch Pascha blev 1849 divisionsgeneral, 1855 inspektör för militärläroverken i Turkiet, och förde 1862 befälet över operationskåren mot Montenegro. Han blev därefter marskalk samt 1875 generalguvernör i Bosnien och Hercegovina. Efter upproret där , som delvis framkallats av hans stränga åtgärder, föll han i onåd men var 1876 en kort tid krigsminister och förde under 1877-78 års krig befälet i Batum, som han tappert förvarade. Efter fredsslutet blev han 1879 chef för gardet i Konstantinopel och 1880 generalguvernör i Albanien.